# Andasol 1

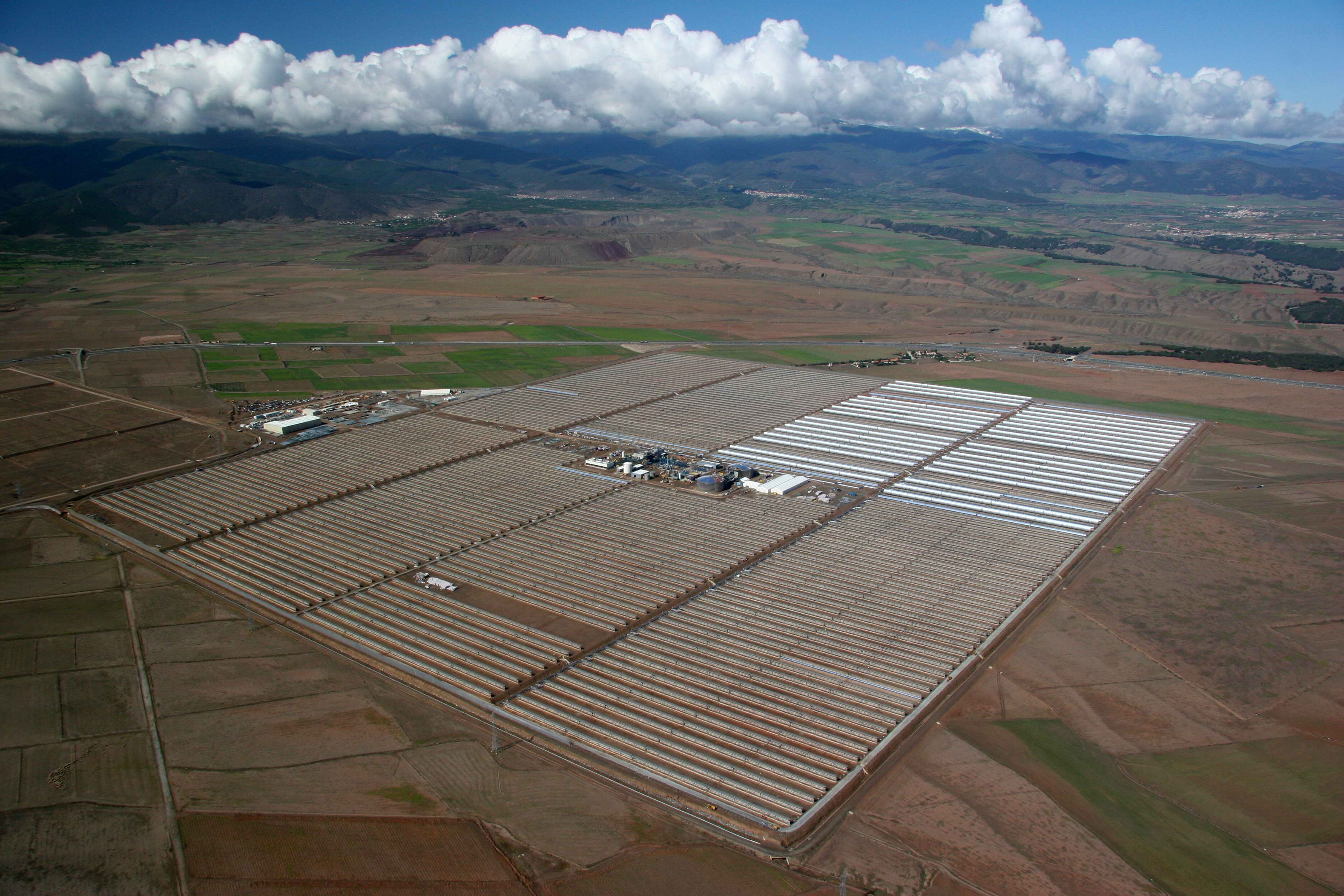
La centrale Andasol

Andasol 1 è la prima centrale ad energia solare prodotta da specchi parabolici (50 MW), vicino a Guadix, nella provincia di Granada, Spagna (insolazione: 2000 kWh/m2 annuo). Inaugurata nel dicembre 2008, è attualmente il più grande impianto solare termodinamico in servizio al mondo ed è dotata di un sistema di accumulo del calore in grado di mantenere stabile la generazione elettrica per oltre 7 ore in presenza di fluttuazione della radiazione solare o durante le ore notturne. L'accumulo di energia termica è garantito da due serbatoi cilindrici di 14 metri d'altezza e 36 metri di diametro contenenti 28.500 tonnellate di sali fusi (molten salt). Il costo della costruzione è pari a 310 milioni di euro e copre la domanda energetica di circa 50.000 abitazioni.
La seconda centrale Andasol 2 è entrata in funzione nel 2009, mentre nel 2011 la terza Andasol 3, arrivando ad un totale di 150 MW.

## Andasol 1
- contribuisce, con la produzione di 157.4 milioni di kWh ogni anno, ad adempire agli impegni che la Spagna ha assunto a Kyoto per ridurre le emissioni, tale energia elettrica soddisfa il fabbisogno annuo di ben 315.000 persone e con la costruzione di Andasol 2 e Andasol 3, altri 2 impianti identici ad Andasol 1 per dimensione e produzione e tutti vicini tra loro, si produrrà energia elettrica pulita per quasi un milione di persone.
- fornisce energia solare senza oscillazioni o interruzioni, grazie alle 7 ore di riserva, mantenendo la stabilità della griglia elettrica.
- evita le emissioni di 152 milioni di chili di CO2 ogni anno proteggendo il clima e l'ambiente.

## Cronologia
- costruzione centrale Andasol 1: giugno 2006 - giugno 2008
- costruzione centrale Andasol 2: marzo 2007 – marzo 2009
- costruzione centrale Andasol 3: entrata in funzione gennaio 2011